# 稲毛駅

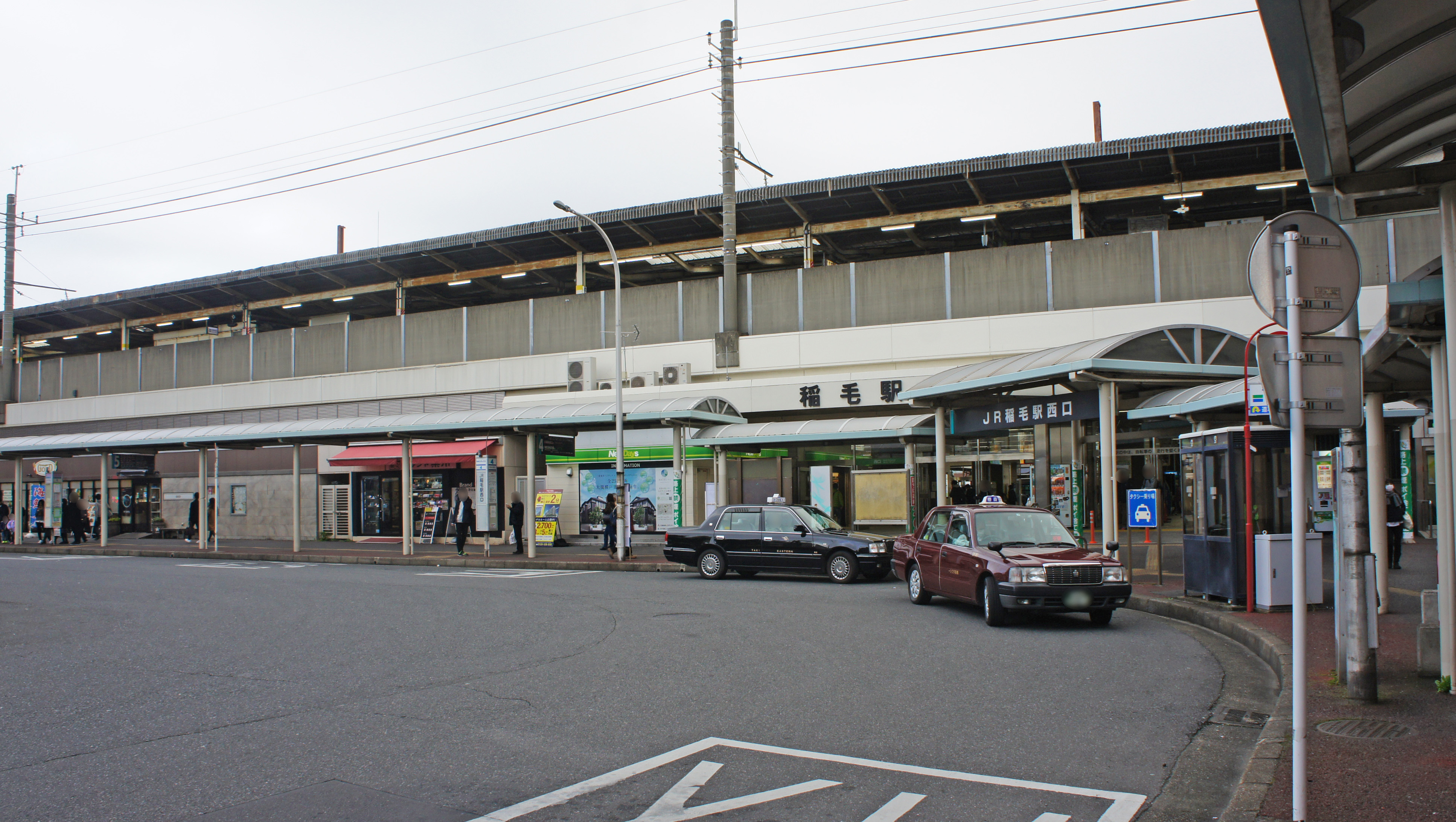
西口（2019年12月）

稲毛駅（いなげえき）は、千葉県千葉市稲毛区稲毛東三丁目にある、東日本旅客鉄道（JR東日本）総武本線の駅である。 運転系統としては、快速線を走行する総武快速線、および緩行線を走行する総武緩行線の2系統が停車する。

## 概要

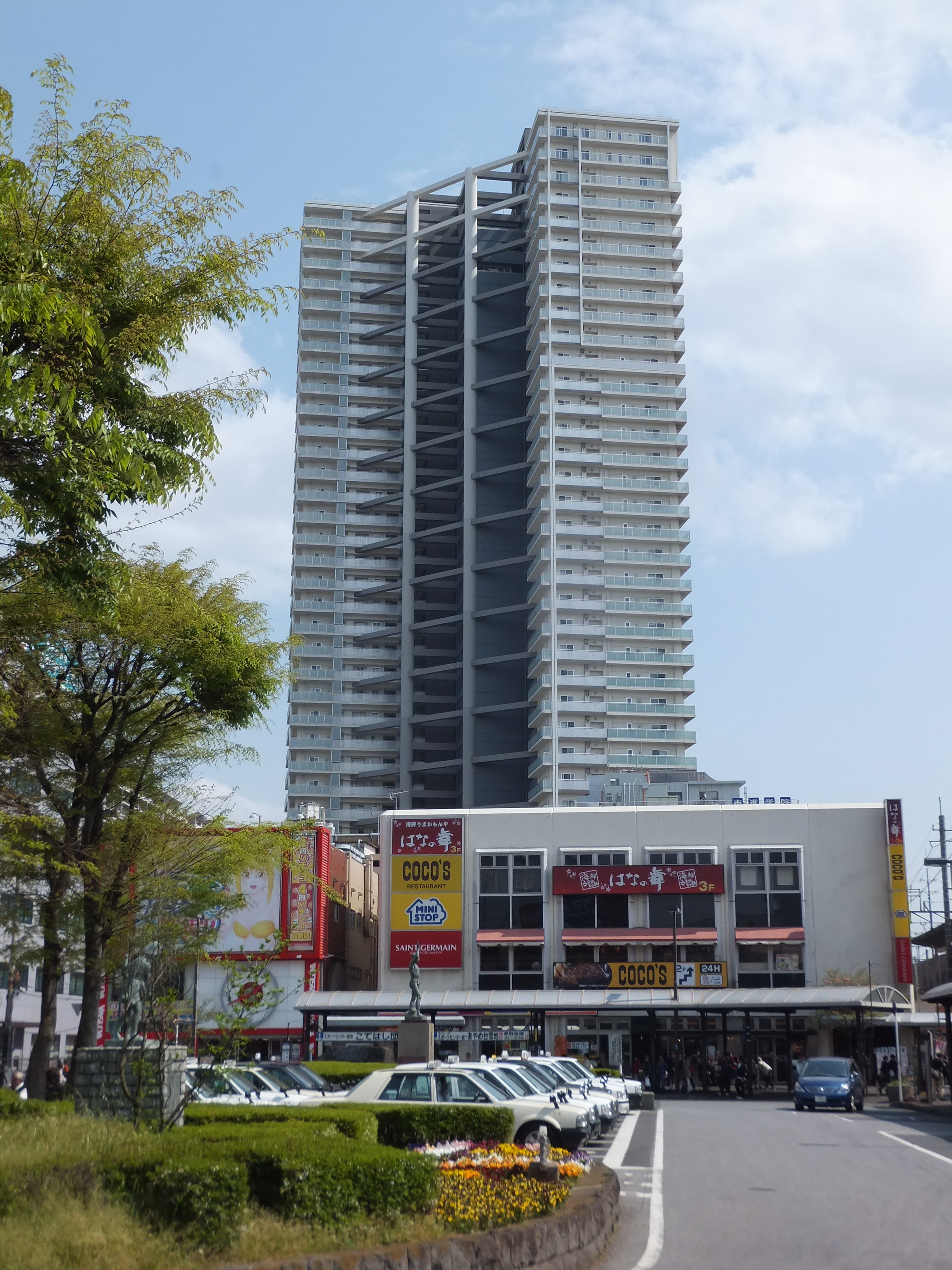
東口側（奥はプラウドタワー稲毛）

千葉市都市計画マスタープランによる重要地域拠点（副都心機能）を有する稲毛区の中心駅である。横須賀・総武快速線（総武線快速）、中央・総武緩行線（総武線各駅停車）の2路線が乗り入れている。近傍には京成電鉄の京成稲毛駅が位置している。
明治初期には文人墨客に愛された別荘地・保養地として、また昭和初期には軍郷として古くから栄えた街である。京成電鉄の京成稲毛駅方面に向かうと商店街が広がり、稲毛浅間神社の門前町が広がる。
駅周辺には千葉ステーションビルの駅ビルであるペリエ稲毛（Perie）や総合スーパーのイオン稲毛店のほか、居酒屋、レストランなどの飲食店、アミューズメント施設などが点在している。また、プラウドタワー稲毛、アイプレイス稲毛、ウェリス稲毛などの大規模マンションが多く、人口密度が高い住宅街となっている。
明治時代頃には国道14号付近に海岸線があり、海水浴や潮干狩りの客で賑わうリゾート地であった。1888年（明治21年）、県内初の海水浴場が開かれ、同年、医学士の濱野昇により「稲毛海気療養所」（後の海気館）が設立。多くの文人墨客が小説執筆や静養のため訪れていた。また、神谷傳兵衛や愛新覚羅溥傑ゆかりの地でもあり、国登録有形文化財の神谷傳兵衛の別荘「旧神谷伝兵衛稲毛別荘」や溥傑夫妻が新婚生活を送った和風別荘建築「千葉市ゆかりの家・いなげ」が保存されている。

## 乗り入れ路線
当駅に乗り入れている路線は線路名称上の総武本線であり、運行系統としては快速線を走る横須賀・総武快速線（総武線快速）、および緩行線を走る中央・総武緩行線（総武線各駅停車）の2系統が停車する。
- 横須賀・総武快速線（総武線快速）：快速線を走行する総武本線の近距離電車。 - 駅番号「JO 27」
- 中央・総武緩行線（総武線各駅停車）：緩行線を走行する総武本線の近距離電車。 - 駅番号「JB 37」

この他に京成稲毛駅から徒歩で約8分の場所に位置している。

なお、千葉市は過去に千葉都市モノレールを穴川駅から延伸させ、稲毛海岸駅に至る路線を計画しており、その際に中間駅として、当駅に乗り入れる計画が構想されていた。しかし、費用対効果が低いとして、2019年9月にこの計画は中止となった。

## 歴史
- 1899年（明治32年）9月13日：総武鉄道幕張 - 千葉間に開業[1]。旅客・貨物の取り扱いを開始。
- 1907年（明治40年）9月1日：鉄道国有法により買収され、帝国鉄道庁の駅となる[1]。
- 1960年（昭和35年）10月1日：稲毛駅東口開設[1]促進会の働き掛けにより東口完成。
- 1978年（昭和53年）3月31日：貨物扱いを廃止[1]。
- 1981年（昭和56年）
  - 5月29日：高架下に駅ナカ商業施設「めり～な稲毛」が開業[9]。
  - 10月1日：総武快速線の停車駅となる[1]。
- 1985年（昭和60年）3月14日：荷物扱いを廃止[10]。
- 1986年（昭和61年）3月20日：国鉄がみどりの窓口を開設[11]。
- 1987年（昭和62年）4月1日：国鉄分割民営化に伴い、東日本旅客鉄道（JR東日本）の駅となる[12]。
- 1993年（平成5年）6月19日：自動改札機を設置し、供用開始[13]。
- 2001年（平成13年）11月18日：ICカード「Suica」の利用が可能となる[広報 1]。
- 2003年（平成15年）9月3日：「めり～な稲毛」が全面改装されて「ペリエ稲毛」に店名変更される[14][15]。
- 2006年（平成18年）3月：エスカレーター・エレベーターを設置。
- 2013年（平成25年）11月22日：駅ナカ商業施設「ペリエ稲毛」の食品館（フードスクエア）がリニューアル[16]。
- 2014年（平成26年）4月25日：駅ナカ商業施設「ペリエ稲毛」のコムスクエアがリニューアル[17]。
- 2018年（平成30年）3月31日：この日をもってびゅうプラザが営業を終了[18]。
- 2022年（令和4年）
  - 8月31日：この日をもってみどりの窓口が営業を終了[19][20]。
  - 9月1日：話せる指定席券売機を導入[2][20]。
- 2025年（令和7年）6月21日：1・2番線（総武線各駅停車）ホームでスマートホームドアの使用を開始[21]。

## 駅構造
島式ホーム2面4線を有する高架駅である。Suica対応自動改札機、指定席券売機、話せる指定席券売機が設置されている。また、千葉統括センター所属の直営駅（管理駅）として新検見川駅を管理している。
同線は千葉駅 - 幕張車両センター間の回送線も兼ねており、房総地区のみで運用される209系2000番台・2100番台やE131系の回送列車が当駅を頻繁に通過する。

### のりば
| 番線 | 路線               | 方向 | 行先             |
| ---- | ------------------ | ---- | ---------------- |
| 1    | 総武線（各駅停車） | 西行 | 秋葉原・新宿方面 |
| 2    | 総武線（各駅停車） | 東行 | 千葉方面         |
| 3    | 総武線（快速）     | 上り | 津田沼・東京方面 |
| 4    | 総武線（快速）     | 下り | 千葉方面         |

（出典：JR東日本:駅構内図）

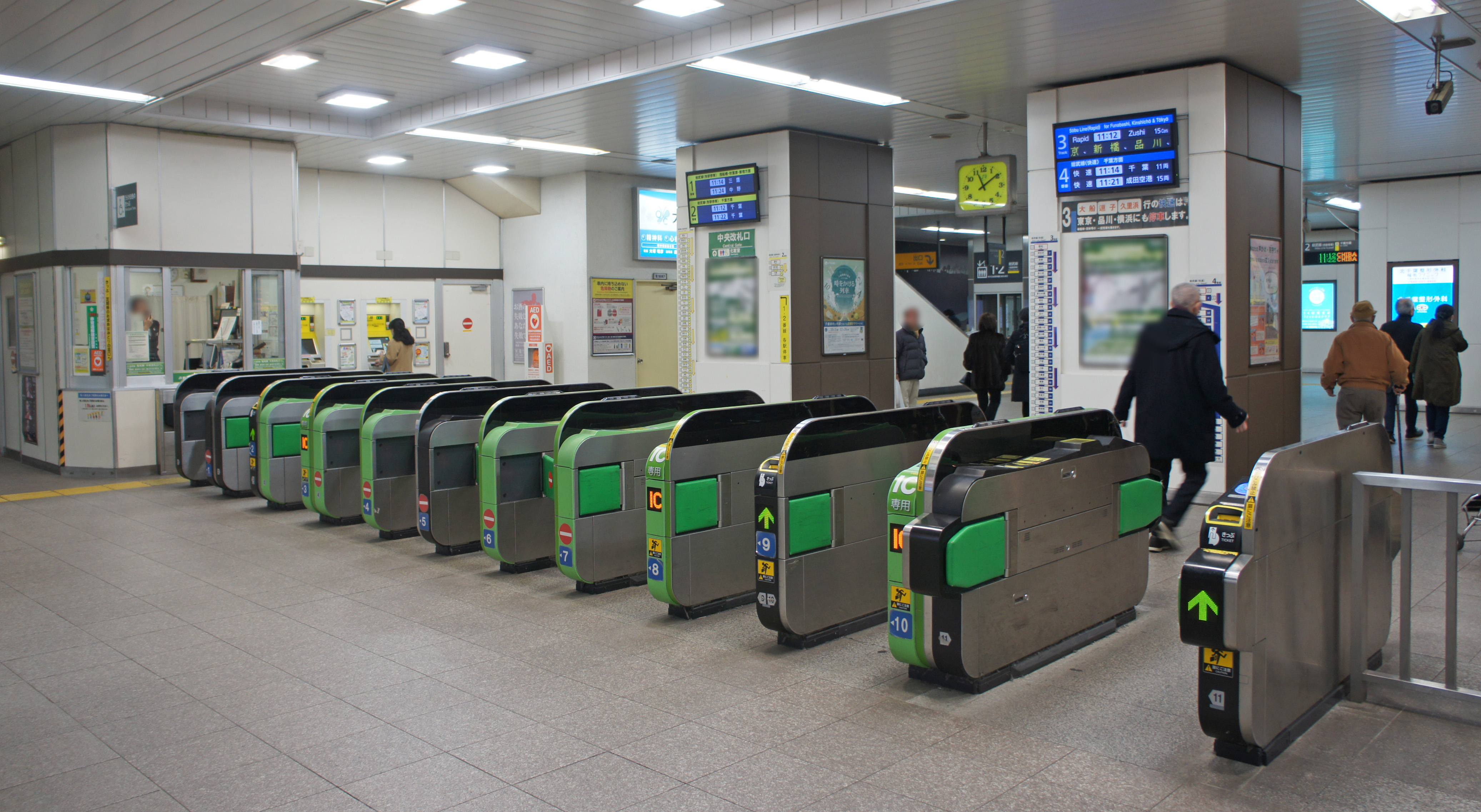
中央改札（2019年12月）
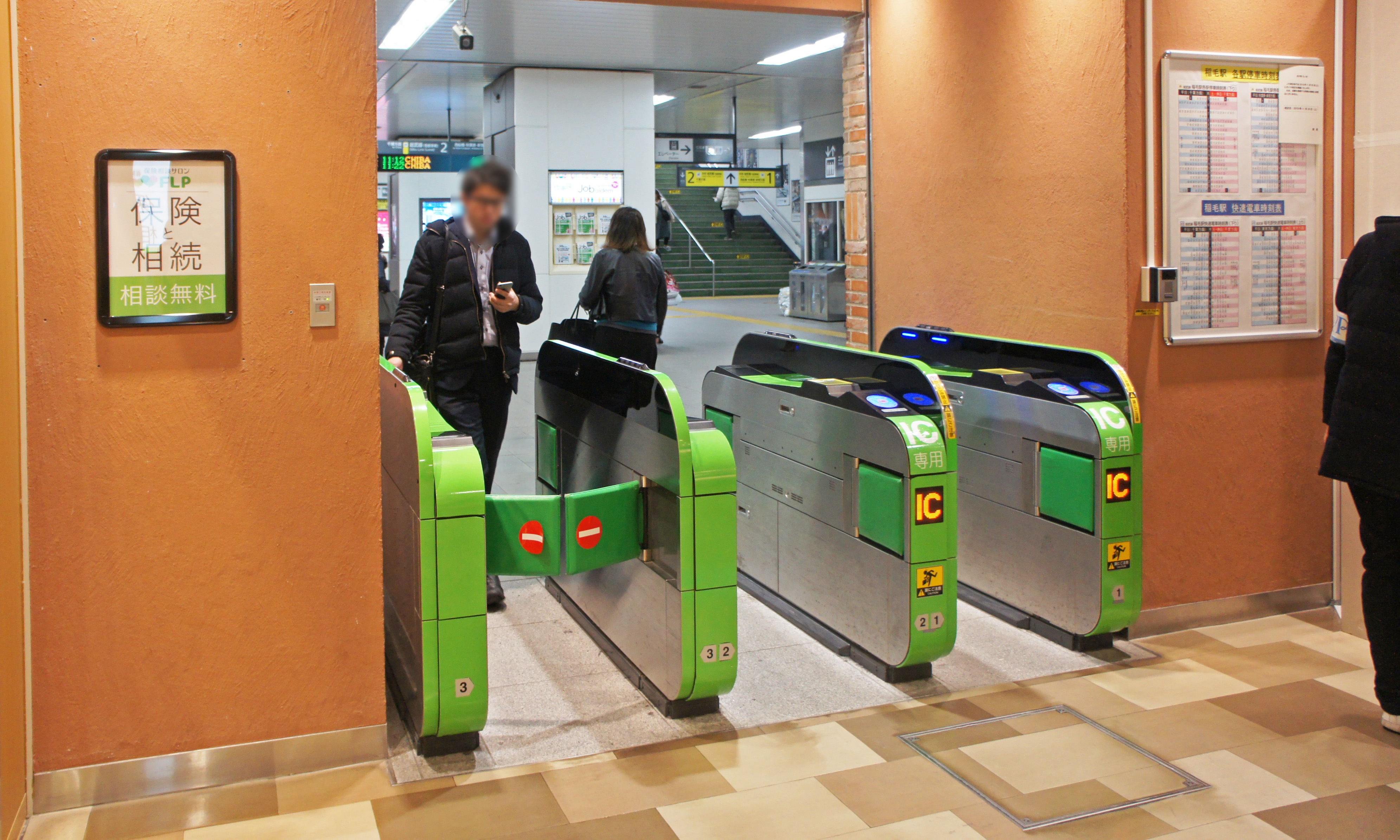
ペリエ稲毛改札（2019年12月）
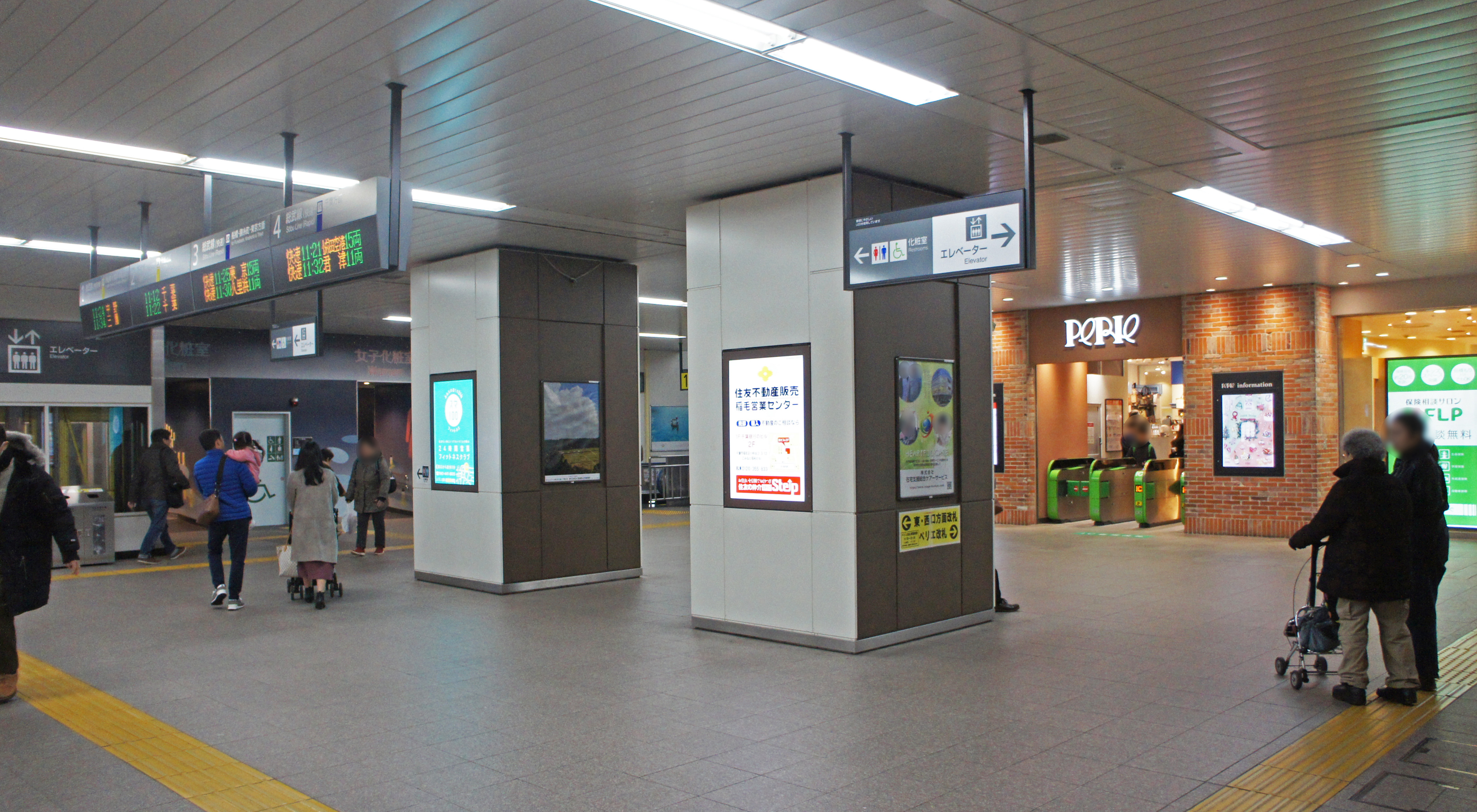
コンコース（2019年12月）
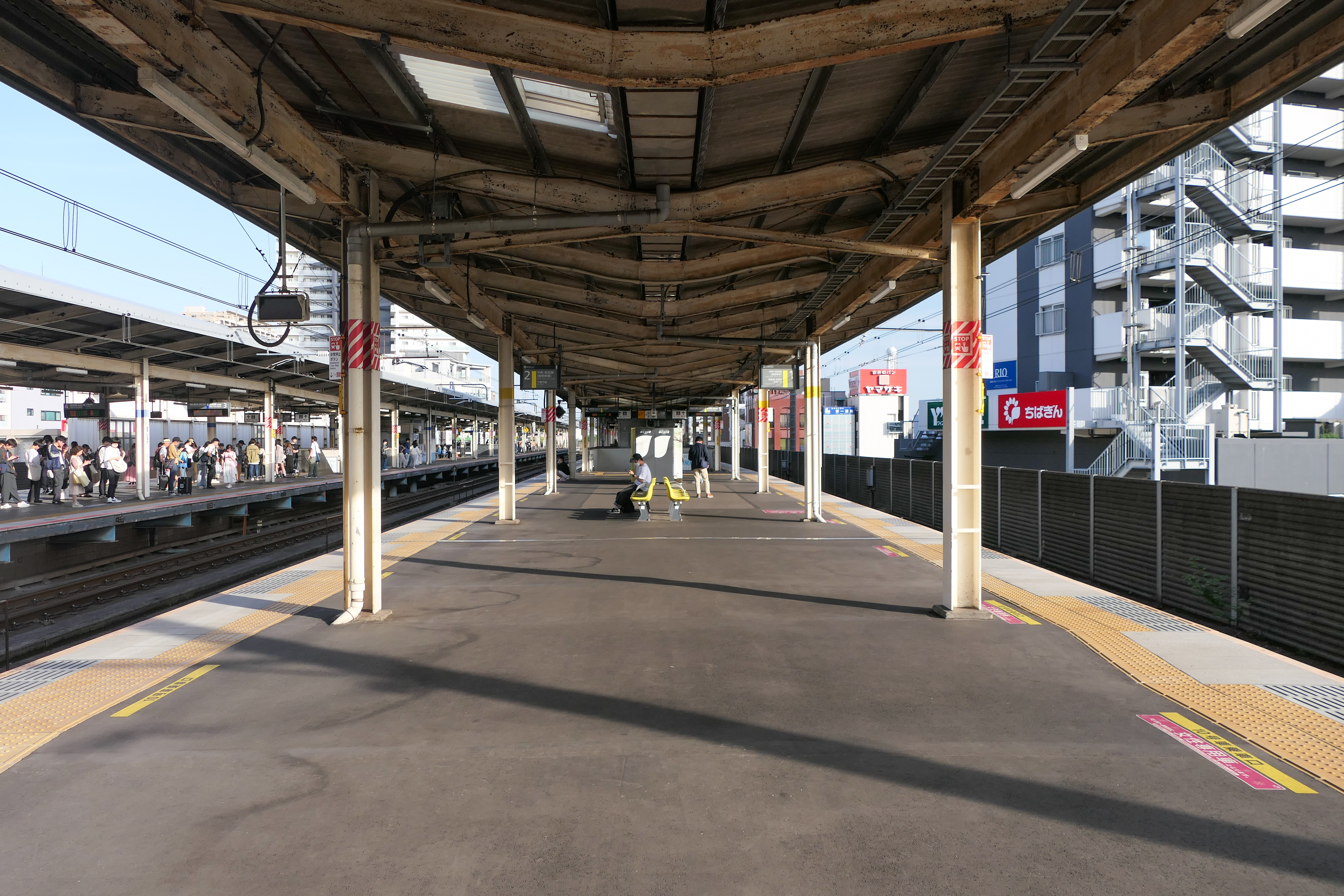
1・2番線（各駅停車）ホーム（2024年5月）
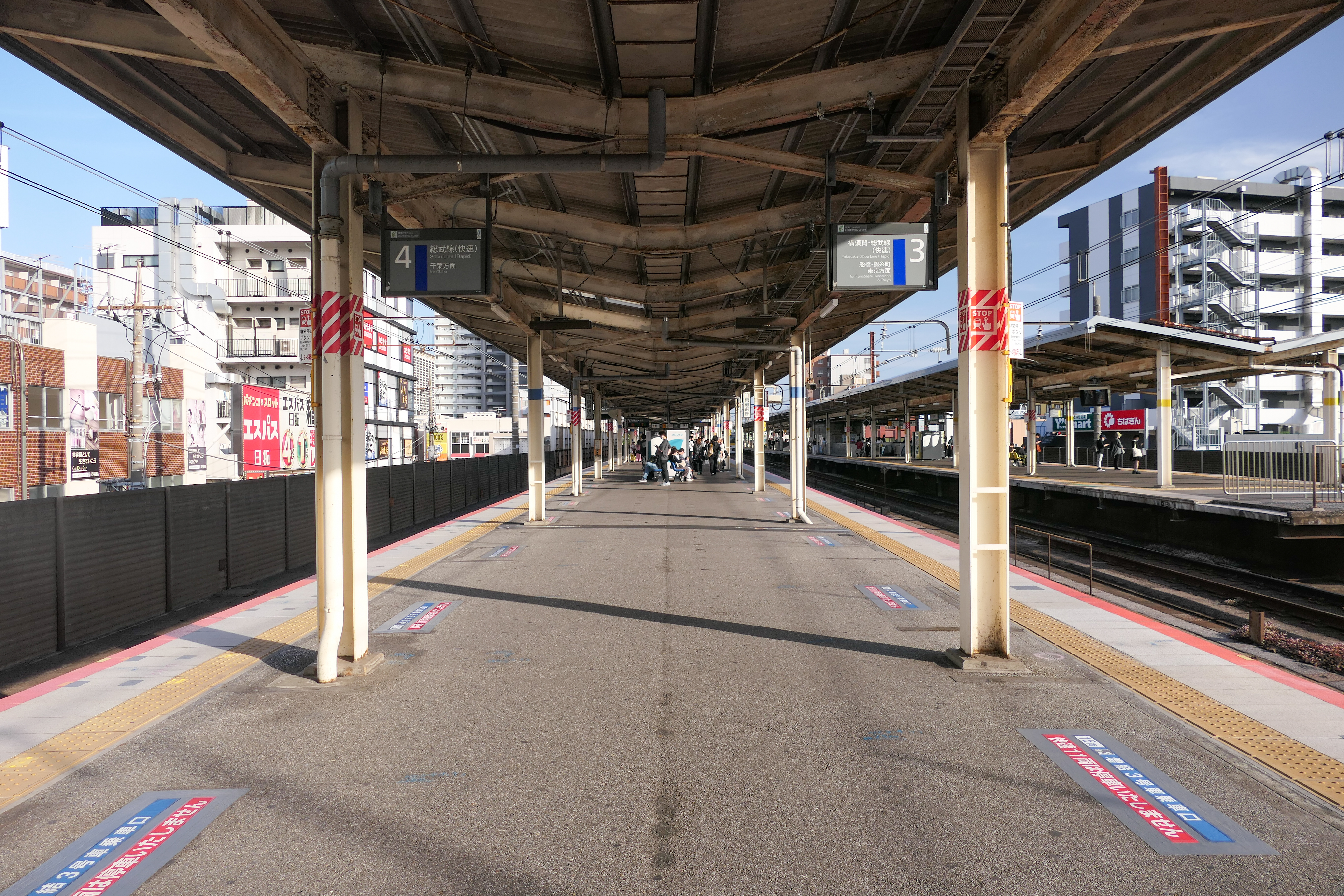
3・4番線（快速）ホーム（2024年5月）

## 利用状況
2023年度（令和5年度）の1日平均乗車人員は45,164人である。JR東日本管内の駅では高円寺駅に次いで第97位であるが、総武快速線の駅では新日本橋駅、馬喰町駅に次いで3番目に少ない。
1日平均乗車人員の推移は下記の通り。

### 年度別1日平均乗車人員（1900年代 - 1930年代）
年度全体の乗車人員を365（閏日が入る年度は366）で除して1日平均乗車人員を求めている。
| 年度               | 1日平均 乗車人員 | 出典              |
| ------------------ | ---------------- | ----------------- |
| 1900年（明治33年） | 68               | [ 千葉県統計 1 ]  |
| 1901年（明治34年） | 77               | [ 千葉県統計 2 ]  |
| 1905年（明治38年） | 77               | [ 千葉県統計 3 ]  |
| 1906年（明治39年） | 83               | [ 千葉県統計 4 ]  |
| 1907年（明治40年） | 54               | [ 千葉県統計 5 ]  |
| 1908年（明治41年） | 119              | [ 千葉県統計 6 ]  |
| 1909年（明治42年） | 120              | [ 千葉県統計 7 ]  |
| 1910年（明治43年） | 107              | [ 千葉県統計 8 ]  |
| 1911年（明治44年） | 129              | [ 千葉県統計 9 ]  |
| 1912年（大正元年） | 143              | [ 千葉県統計 10 ] |
| 1913年（大正02年） | 149              | [ 千葉県統計 11 ] |
| 1914年（大正03年） | 136              | [ 千葉県統計 12 ] |
| 1915年（大正04年） | 154              | [ 千葉県統計 13 ] |
| 1916年（大正05年） | 184              | [ 千葉県統計 14 ] |
| 1917年（大正06年） | 231              | [ 千葉県統計 15 ] |
| 1918年（大正07年） | 263              | [ 千葉県統計 16 ] |
| 1919年（大正08年） | 291              | [ 千葉県統計 17 ] |
| 1920年（大正09年） | 355              | [ 千葉県統計 18 ] |
| 1921年（大正10年） | 289              | [ 千葉県統計 19 ] |
| 1922年（大正11年） | 235              | [ 千葉県統計 20 ] |
| 1923年（大正12年） | 234              | [ 千葉県統計 21 ] |
| 1924年（大正13年） | 250              | [ 千葉県統計 22 ] |
| 1925年（大正14年） | 213              | [ 千葉県統計 23 ] |
| 1926年（昭和元年） | 279              | [ 千葉県統計 24 ] |
| 1927年（昭和02年） | 322              | [ 千葉県統計 25 ] |
| 1928年（昭和03年） | 329              | [ 千葉県統計 26 ] |
| 1929年（昭和04年） | 351              | [ 千葉県統計 27 ] |
| 1930年（昭和05年） | 291              | [ 千葉県統計 28 ] |
| 1931年（昭和06年） | 254              | [ 千葉県統計 29 ] |
| 1932年（昭和07年） | 195              | [ 千葉県統計 30 ] |
| 1933年（昭和08年） | 182              | [ 千葉県統計 31 ] |
| 1934年（昭和09年） | 198              | [ 千葉県統計 32 ] |
| 1935年（昭和10年） | 229              | [ 千葉県統計 33 ] |
| 1936年（昭和11年） | 271              | [ 千葉県統計 34 ] |

### 年度別1日平均乗車人員（1953年 - 2000年）
| 年度               | 1日平均 乗車人員 | 出典              |
| ------------------ | ---------------- | ----------------- |
| 1953年（昭和28年） | 7,239            | [ 千葉県統計 35 ] |
| 1954年（昭和29年） | 7,163            | [ 千葉県統計 36 ] |
| 1955年（昭和30年） | 7,322            | [ 千葉県統計 37 ] |
| 1956年（昭和31年） | 8,215            | [ 千葉県統計 38 ] |
| 1957年（昭和32年） | 9,647            | [ 千葉県統計 39 ] |
| 1958年（昭和33年） | 10,070           | [ 千葉県統計 40 ] |
| 1959年（昭和34年） | 11,053           | [ 千葉県統計 41 ] |
| 1960年（昭和35年） | 12,018           | [ 千葉県統計 42 ] |
| 1961年（昭和36年） | 12,723           | [ 千葉県統計 43 ] |
| 1962年（昭和37年） | 13,797           | [ 千葉県統計 44 ] |
| 1963年（昭和38年） | 15,284           | [ 千葉県統計 45 ] |
| 1964年（昭和39年） | 17,101           | [ 千葉県統計 46 ] |
| 1965年（昭和40年） | 18,434           | [ 千葉県統計 47 ] |
| 1966年（昭和41年） | 20,131           | [ 千葉県統計 48 ] |
| 1967年（昭和42年） | 21,650           | [ 千葉県統計 49 ] |
| 1968年（昭和43年） | 23,793           | [ 千葉県統計 50 ] |
| 1969年（昭和44年） | 25,012           | [ 千葉県統計 51 ] |
| 1970年（昭和45年） | 25,268           | [ 千葉県統計 52 ] |
| 1971年（昭和46年） | 26,391           | [ 千葉県統計 53 ] |
| 1972年（昭和47年） | 27,818           | [ 千葉県統計 54 ] |
| 1973年（昭和48年） | 28,894           | [ 千葉県統計 55 ] |
| 1974年（昭和49年） | 31,403           | [ 千葉県統計 56 ] |
| 1975年（昭和50年） | 31,529           | [ 千葉県統計 57 ] |
| 1976年（昭和51年） | 33,419           | [ 千葉県統計 58 ] |
| 1977年（昭和52年） | 33,760           | [ 千葉県統計 59 ] |
| 1978年（昭和53年） | 34,573           | [ 千葉県統計 60 ] |
| 1979年（昭和54年） | 39,804           | [ 千葉県統計 61 ] |
| 1980年（昭和55年） | 42,228           | [ 千葉県統計 62 ] |
| 1981年（昭和56年） | 45,213           | [ 千葉県統計 63 ] |
| 1982年（昭和57年） | 48,958           | [ 千葉県統計 64 ] |
| 1983年（昭和58年） | 52,957           | [ 千葉県統計 65 ] |
| 1984年（昭和59年） | 56,730           | [ 千葉県統計 66 ] |
| 1985年（昭和60年） | 57,415           | [ 千葉県統計 67 ] |
| 1986年（昭和61年） | 54,790           | [ 千葉県統計 68 ] |
| 1987年（昭和62年） | 54,819           | [ 千葉県統計 69 ] |
| 1988年（昭和63年） | 56,236           | [ 千葉県統計 70 ] |
| 1989年（平成元年） | 56,986           | [ 千葉県統計 71 ] |
| 1990年（平成02年） | 56,742           | [ 千葉県統計 72 ] |
| 1991年（平成03年） | 57,272           | [ 千葉県統計 73 ] |
| 1992年（平成04年） | 57,016           | [ 千葉県統計 74 ] |
| 1993年（平成05年） | 57,384           | [ 千葉県統計 75 ] |
| 1994年（平成06年） | 56,399           | [ 千葉県統計 76 ] |
| 1995年（平成07年） | 55,653           | [ 千葉県統計 77 ] |
| 1996年（平成08年） | 54,782           | [ 千葉県統計 78 ] |
| 1997年（平成09年） | 53,053           | [ 千葉県統計 79 ] |
| 1998年（平成10年） | 52,206           | [ 千葉県統計 80 ] |
| 1999年（平成11年） | 51,943           | [ 千葉県統計 81 ] |
| 2000年（平成12年） | 51,487           | [ 千葉県統計 82 ] |

### 年度別1日平均乗車人員（2001年以降）
| 年度               | 1日平均 乗車人員 | 出典               |
| ------------------ | ---------------- | ------------------ |
| 2001年（平成13年） | 50,940           | [ 千葉県統計 83 ]  |
| 2002年（平成14年） | 50,297           | [ 千葉県統計 84 ]  |
| 2003年（平成15年） | 50,172           | [ 千葉県統計 85 ]  |
| 2004年（平成16年） | 49,613           | [ 千葉県統計 86 ]  |
| 2005年（平成17年） | 49,323           | [ 千葉県統計 87 ]  |
| 2006年（平成18年） | 49,770           | [ 千葉県統計 88 ]  |
| 2007年（平成19年） | 50,096           | [ 千葉県統計 89 ]  |
| 2008年（平成20年） | 51,076           | [ 千葉県統計 90 ]  |
| 2009年（平成21年） | 50,694           | [ 千葉県統計 91 ]  |
| 2010年（平成22年） | 50,276           | [ 千葉県統計 92 ]  |
| 2011年（平成23年） | 49,472           | [ 千葉県統計 93 ]  |
| 2012年（平成24年） | 49,465           | [ 千葉県統計 94 ]  |
| 2013年（平成25年） | 50,138           | [ 千葉県統計 95 ]  |
| 2014年（平成26年） | 49,489           | [ 千葉県統計 96 ]  |
| 2015年（平成27年） | 50,535           | [ 千葉県統計 97 ]  |
| 2016年（平成28年） | 50,514           | [ 千葉県統計 98 ]  |
| 2017年（平成29年） | 50,575           | [ 千葉県統計 99 ]  |
| 2018年（平成30年） | 50,678           | [ 千葉県統計 100 ] |
| 2019年（令和元年） | 49,966           | [ 千葉県統計 101 ] |
| 2020年（令和02年） | 37,899           |                    |
| 2021年（令和03年） | 39,761           |                    |
| 2022年（令和04年） | 43,078           |                    |
| 2023年（令和05年） | 45,164           |                    |

備考
1. 1 2  1900年・1901年・1905年・1906年については1月 - 12月の暦年

## 駅周辺
千葉市の条例により、当駅周辺の多くが路上喫煙禁止区域になっている。

### 駅舎内の施設（駅ナカ・駅ビル）
駅ナカ商業施設として「ペリエ稲毛」があり、専用の改札口が併設されている。
専用の改札口側にコムスクエア1、コムスクエア2（生活利便館）、中央改札口側の駅コンコース向かいにフードスクエア（食品館）が隣接している。
- ペリエ稲毛
  - コムスクエア1（生活利便館）
    - 青山フラワーマーケット・マツモトキヨシ・くまざわ書店・メガネスーパー・ユニクロ・靴下屋

  - コムスクエア2（生活利便館）
    - QBハウス・東京靴流通センター

  - フードスクエア（食品館）
    - ニューデイズ キヨスク[23]
- VIEW ALTTE
- 指定席券売機
- 話せる指定席券売機[3]

### 東口

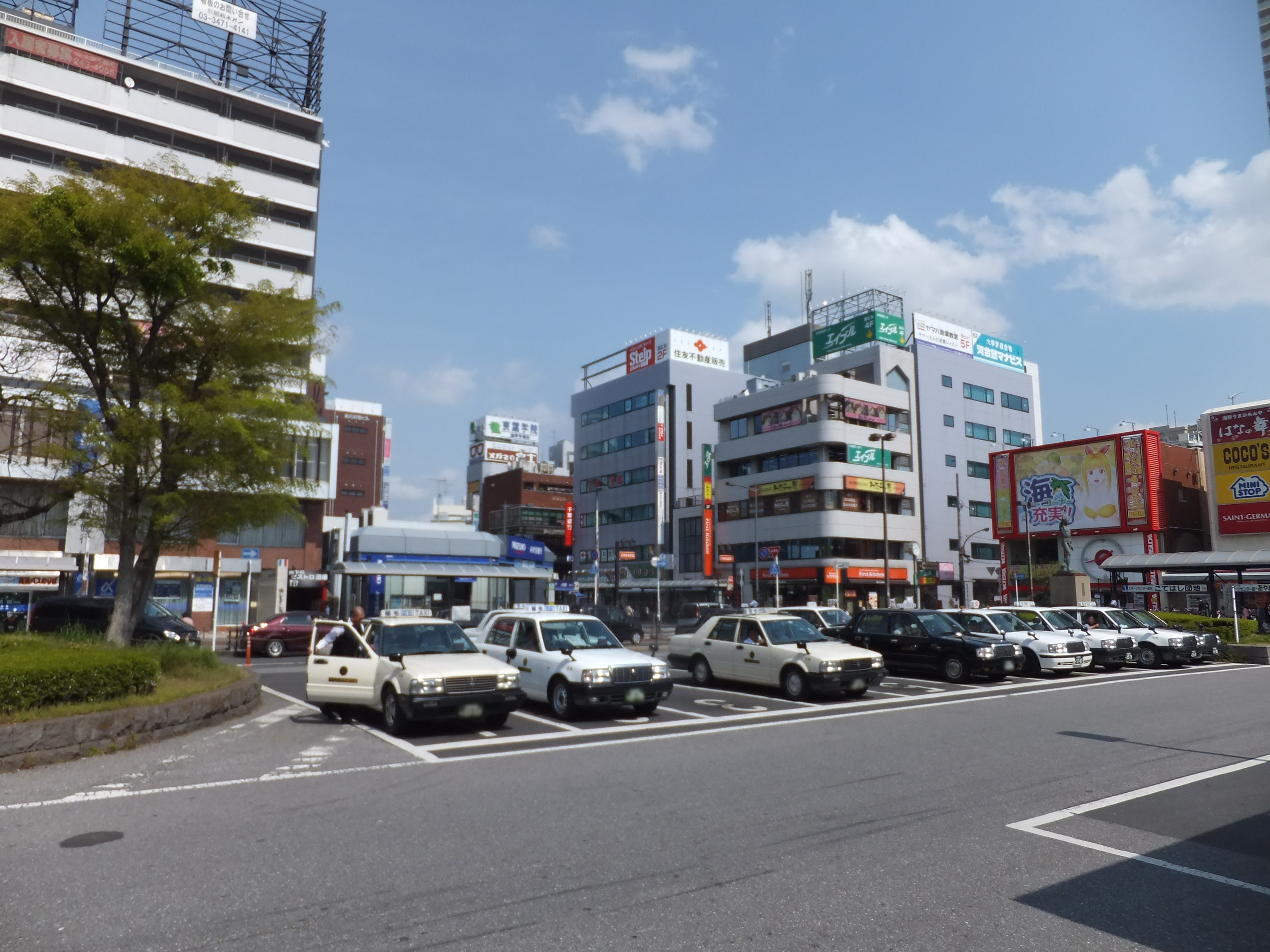
東口駅前広場

- イオン 稲毛店[1]
- みずほ銀行 稲毛支店
- 京葉銀行 稲毛支店
- 千葉興業銀行 稲毛支店
- 稲毛区役所[1]
- 稲毛図書館
- 千葉市立小中台小学校
- 千葉市立千葉高等学校
- 千葉県立京葉工業高等学校
- 千葉県立千葉女子高等学校
- 敬愛学園高等学校[1]
- 敬愛大学[1]
- 放射線医学総合研究所[1]
- 茗溪塾稲毛教室

### 西口
- 千葉銀行 稲毛支店
- 千葉西警察署 稲毛駅前交番
- 稲毛浅間神社[1] - 毎年7月14日の前夜祭と、翌15日の例大祭は賑わう。
- 京成稲毛駅

## バス路線

### 東口
穴川十字路・スポーツセンター方面（京成バス、京成バス千葉イースト）や、スカイタウン・平和交通本社・にれの木台方面（平和交通）へのバスが発着している。また、京成バス千葉イーストと東京空港交通の共同運行便である羽田空港 - 稲毛駅・四街道地区の空港リムジンバスと京成バスと京成バス千葉イーストが運行する成田空港 - 稲毛駅・千葉みなと駅の空港リムジンバス（千葉成田線）も発着する。
| 乗り場 | 運行事業者                        | 系統・行先 | 備考                                                     |
| ------ | --------------------------------- | --- | -------------------------------------------------------- |
| 1      | 京成バス                          | 稲01：草野車庫 稲02：こてはし団地 稲06：いきいきプラザ                                                                   | 平日1本のみ                                              |
| 2      | 京成バス                          | 稲31：山王町 / 長沼原町 稲32：千葉センター（ポリテクセンター千葉） 稲33：ザ・クイーンズガーデン稲毛 稲41：さつきが丘団地 | 「稲31」の長沼原町行は平日深夜のみ 「稲32」は平日3本のみ |
| 3      | 京成バス                          | 稲11：京成団地 稲13：草野車庫                                                                                            |                                                          |
| 4      | 京成バス                          | 稲12・稲22：草野車庫 稲21：ファミールハイツ折返場                                                                        |                                                          |
| 5      | 京成バス                          | 稲34急行：ザ・クイーンズガーデン稲毛                                                                                     | 平日朝のみ                                               |
| 5      | 京成バス千葉イースト              | 稲西01：西千葉駅 稲103：天台駅                                                                                           |                                                          |
| 5      | 京成バス千葉イースト 東京空港交通 | 高速バス：羽田空港 |                                                          |
| 5      | 京成バス 京成バス千葉イースト     | 高速バス：成田空港 |                                                          |
| 6      | 平和交通                          | にれの木台中央 |                                                          |
| 7      | 平和交通                          | 平和交通本社 |                                                          |
| 8      | 平和交通                          | イオン稲毛店 海浜幕張駅                                                                                                  | イオン稲毛店行は平日のみ                                 |

### 西口
美浜区各方面へのバス（京成バス千葉セントラル、あすか交通、京成バス千葉イースト）が発着している。
| 乗り場 | 運行事業者                                  | 系統・行先                                                                        | 備考 |
| ------ | ------------------------------------------- | --------------------------------------------------------------------------------- | --- |
| 1      | 京成バス千葉セントラル                      | アクアリンクちば 磯辺高校 稲毛海岸駅 海浜公園入口 海浜病院                        | 磯辺高校行は平日朝のみ 海浜病院行は平日1本のみ                                                           |
| 2      | 京成バス千葉セントラル                      | 海浜公園プール 高浜車庫                                                           | |
| 3      | 京成バス千葉セントラル                      | 稲毛海岸駅                                                                        | |
| 4      | あすか交通                                  | 稲毛駅（幸町団地循環） 幸町16街区                                                 | 幸町団地循環は平日朝のみ急行便も運行                                                                     |
| 4      | 京成バス千葉イースト                        | 稲61：千葉駅西口 稲62：ガーデンタウン 稲65：幸町中央 稲66：稲毛駅（幸町団地循環） | 「稲62」は平日のみ 「稲63」は平日朝のみ 「稲64」は平日夜のみ                                             |
| 5      | 京成バス千葉セントラル                      | 稲毛海岸駅 海浜幕張駅 ZOZOマリンスタジアム                                        | 稲毛海岸駅行は平日2本のみ 海浜幕張駅行のうち、千葉西警察署経由便は1日1本のみ、検見川浜駅経由便は平日のみ |
| 5      | 京成バス千葉セントラル                      | 稲53・稲57：稲毛海岸駅 稲55・稲59：ルネグランマークス                             | 「稲55」は夜のみ 「稲59」は1日1本のみ                                                                    |
| 5      | 京成バス千葉セントラル 京成バス千葉イースト | 稲81：アクアリンクちば 稲91：幕張豊砂駅（イオンモール幕張新都心） 海浜幕張駅      | 「稲81」は平日朝のみ                                                                                     |

## 隣の駅
東日本旅客鉄道（JR東日本）
 総武線（快速）
津田沼駅 (JO 26) - 稲毛駅 (JO 27) - （黒砂信号場） - 千葉駅 (JO 28)
 総武線（各駅停車）
新検見川駅 (JB 36) - 稲毛駅 (JB 37) - 西千葉駅 (JB 38)
※当駅から津田沼駅の距離は、総武快速線の中で最も長い。